# Robert Proctor (landhockeyspelare)
Robert Proctor, född den 16 juli 1949, är en australisk landhockeyspelare.
Han tog OS-silver i herrarnas landhockeyturnering i samband med de olympiska landhockeytävlingarna 1976 i Montréal.